# Technische Kammer Griechenlands
Die Technische Kammer Griechenlands (griechisch Τεχνικό Επιμελητήριο Ελλάδας (ΤΕΕ)) ist die griechische Berufsorganisation. Die Kammer wurde im Jahr 1923 bei Absolventen der Nationalen Technischen Universität Athen gegründet. Die Kammer ist als offizieller technischer Berater des griechischen Staates tätig und verantwortlich für die Vergabe von Berufslizenzen an alle praktizierenden Ingenieure in Griechenland. Es handelt sich um eine juristische Person des öffentlichen Rechts mit gewählter Verwaltung. Die Technische Kammer Griechenlands ist Mitglied des European Council of Applied Sciences and Engineering.